# Lomaspilis huenei
Lomaspilis huenei là một loài bướm đêm trong họ Geometridae.